# Cymbidium banaense
Cymbidium banaense је врста орхидеја из рода Cymbidium и породице Orchidaceae. Природно станиште је Вијетнам. Нису наведене подврсте у Catalogue of Life.